# Леді Баг і Супер-Кіт: Фільм
Леді Баг і Супер-Кіт. Фільм (англ. Miraculous: Ladybug & Cat Noir. The Movie) — анімаційний музичний фільм за мотивами мультсеріалу Леді Баг і Супер-Кіт. Прем'єру було заплановано на 2023 рік.
29 вересня 2018 року на ComiKon İstanbul в рамках панелі «Miraculous» оголосили про роботу над анімаційним фільмом. 5 грудня 2018 року стало відомо, що мультфільм вийде у 2021 році. На наступний день, під час панелі «Miraculous» на Comic Con Experience 2018, Джеремі Заг оголосив, що фільм буде повнометражним мюзиклом, написаним ним самим. 6 травня 2019 року під час Каннського кінофестивалю було підтверджено, що фільм буде називатися «Ladybug & Cat Noir: Awakening» Оновлена назва «Miraculous: Ladybug and Cat Noir. The Movie». Було виявлено, що виробництво фільму йде повним ходом і що фільм буде романтичною фентезійною пригодою. Майкл Грейсі, режисер «Найбільшого шоумена», теж працює над фільмом. 7 червня 2019 року Джеремі Заг через свою історію в Instagram розкрив пісню для фільму під назвою «Стіна між нами» (фр. Ce mur qué nous sépare) в виконанні Лу Жан і Ленні-Кіма. 24 липня 2019 року була показана інша пісня у виконанні Лу під назвою «Noveau Passage».
9 вересня 2019 року на YouTube-канал був опублікований тизер музичного кліпу на пісню «The Wall Between Us». 5 жовтня 2019 року в Instagram Джеремі Зага був опублікований короткий анімаційний тизер з зображенням персонажа - Леді Баг. 21 грудня 2019 року була підтверджена, що фільм вийде в кінці 2021 року, повідомляє Le Figaro. 8 січня 2020 року Джеремі Заг показав кілька спойлерів з мультфільму. 19 лютого 2020 року було оголошено, що Fantawild є однією зі студій, які допомагають створювати та анімувати фільм. 22 липня 2020 року було оголошено, що реліз анімаційного мюзиклу відбудеться на початку 2022 року.

## Голосовий акторський склад
| Персонаж          | Актор в оригіналі | Актор в англійському дубляжі | Актор в українському дубляжі |
| ----------------- | ----------------- | ---------------------------- | ---------------------------- |
| Марінет Дюпен-Чен | Аноук Гатбойс     | Крістіна Валенсуела          | ТВА                          |
| Адріан Аґрест     | Бенджамін Боллен  | Брайс Папенбрук              | ТВА                          |
| Ґабрієль Аґрест   | Антуан Томе       | Кіт Сілверштейн              | ТВА                          |
| Наталі Санкьор    | Наталі Хомс       | Сабріна Вайз                 | TBA                          |
| Том Дюпен         | Маршал Ле Мінокс  | Кріс Кент                    | TBA                          |

## Факти
- Анімаційний мюзикл являє собою суміш «Людини-павука» і «Холодного серця».

- Творець мультсеріалу Томас Аструк не брав участі у створенні повнометражного фільму.

- Події мультфільму відбуваються в паралельному всесвіті мультсеріалу. Імовірно, це власне бачення Джеремі Загом.

- Спочатку мультфільм планувався як кінофільм з живими акторами.